# Praia de Massarandupió
Vista de Massarandupió
Massarandupió é uma praia brasileira que possui dois quilômetros reservados para a prática do naturismo. Localiza-se no município baiano de Entre Rios, a 93 km de Salvador. A paisagem conta com dunas, córregos e vegetação típica de Mata Atlântica. 